# 圣艾蒂安有轨电车T2线
圣艾蒂安有轨电车T2线（法語：Ligne T2 du tramway de Saint-Étienne）是法国东南部城市圣艾蒂安的一条有轨电车线路。

## 历史
圣艾蒂安有轨电车T2线最初出现于1881年。2006年新建连接沙托克和市中心的路段，形成了现有的路网格局，2010年开始使用“T2”作为线路标志。

## 路线
圣艾蒂安有轨电车T2线呈南北转东西走向，途径两个市镇，横穿圣艾蒂安老城区，全长8公里，共设有17个车站。为米轨双线铁路，全程路段均为接触网供电。

## 运营
圣艾蒂安有轨电车T2线的高峰期最低间隔约为10分钟一班，全程运行时间大约为22分钟。运行时间为4:49至次日0:04，分大小交路，其中小交路的北侧终点为平台站。2014年，圣艾蒂安有轨电车T2线的搭载乘客平均每天1.2万人次。

## 车型
圣艾蒂安有轨电车T2线使用两种类型的列车：
- 阿尔斯通Vevey-Düwag，于1991至1998年间投入，全长24.23米，两节编组，单侧驾驶室，右侧开门。
- CAF Urbos，于2016至2017年间投入，全长33米，5节编组，双侧驾驶室，双侧开门。

列车可与其他线路混用。

## 车辆所
T2线的车辆所为“大桅杆”（Grand Mât），位于尚皮罗勒公园和西蒙·韦尔高级中学两站之间。

## 站点设置
| 圣艾蒂安有轨电车T2线线路表          |                             |                |                                               |
| 车站名称                            | 站台类型                    | 所在市镇       | 可换乘线路                                    |
| Hôpital Nord 雅雷地区圣普列-北医院  | 西班牙式站台，右侧开门      | 雅雷地区圣普列 | 37                                            |
| Parc-Champirol 尚皮罗勒公园         | 双侧式站台                  | 雅雷地区圣普列 | P+R停车场                                     |
| Lycée Simone Weil 西蒙·韦尔高级中学 | 双侧式站台                  | 雅雷地区圣普列 | 16 17                                         |
| Cité Agriculture 农业文化城         | 双侧式站台                  | 雅雷地区圣普列 |                                               |
| Musée Art Moderne 现代艺术博物馆    | 双侧式站台                  | 雅雷地区圣普列 |                                               |
| Terrasse 平台                       | 双侧式站台                  | 圣艾蒂安       | 平台火车站 M8 17 25 27 stas                   |
| Quartier Grouchy 格鲁希街区         | 双侧式站台                  | 圣艾蒂安       |                                               |
| Geoffroy Guichard 热夫鲁瓦·吉夏尔   | 双侧式站台                  | 圣艾蒂安       |                                               |
| Rue Barra 巴拉街                    | 双侧式站台                  | 圣艾蒂安       |                                               |
| Chaléassière 沙莱阿西耶尔           | 双侧式站台                  | 圣艾蒂安       |                                               |
| Cité du design 设计城               | 双侧式站台                  | 圣艾蒂安       |                                               |
| Place Carnot 卡尔诺广场             | 双侧式站台                  | 圣艾蒂安       | 卡尔诺火车站 M8 10 12 21                      |
| Grand Gonnet 大戈奈                 | 双侧式站台                  | 圣艾蒂安       | 10 12                                         |
| Place Jean Jaurès 让·饶勒斯广场     | 双侧式站台                  | 圣艾蒂安       | 10 12                                         |
| Hôtel de Ville 市政厅               | 双侧式站台                  | 圣艾蒂安       | M2 M3 M7 12 13 16 21 24                       |
| Peuple Foy 信仰之徒                 | 单侧式站台 （南行单侧停靠） | 圣艾蒂安       | M2 M3 M7 13 16 21 24                          |
| Peuple Libération 自由之徒          | 单侧式站台 （西行单侧停靠） | 圣艾蒂安       | M2 M3 M7 12 13 16 21                          |
| Square Violette 紫色广场            | 单侧式站台 （东行单侧停靠） | 圣艾蒂安       | M5 M6 11                                      |
| Jean Moulin 让·穆兰                 | 双侧式站台                  | 圣艾蒂安       | M2 M3 M5 M6 M7 M9 11 12 13 16 21              |
| Fourneyron 富内龙                   | 双侧式站台                  | 圣艾蒂安       | M3 M5 M6 M9 11 12 16 21                       |
| Dalgabio 达尔加比奥                 | 双侧式站台                  | 圣艾蒂安       |                                               |
| Châteaucreux 沙托克                 | 双侧式站台                  | 圣艾蒂安       | 沙托克火车站 M3 M4 M5 M9 11 12 14 16 29 83 85 |
| 1.                                  |                             |                |                                               |